# Egynyári kaland
Az Egynyári kaland 2015 és 2019 között vetített magyar ifjúsági vígjátéksorozat, amelyek Dyga Zsombor, majd Zomborácz Virág és Akar Péter rendezett. a főbb szerepekben Vecsei H. Miklós, Rubóczki Márkó, Héricz Patrik, Schmidt Sára, Dobos Evelin, Döbrösi Laura, Király Dániel, Walters Lili, Piti Emőke, Fehér Balázs Benő és Szalay Bence látható.
A sorozat első évada még az MTV Zrt. megrendelésre készült 2014-ben, és eredetileg még az év októberében be is mutatta volna az M1 csatorna, végül a Duna mutatta be, fél évvel a tervezett időpont után. Az első epizód premierje 2015. április 26-án volt. A forgatásról 26 perces werkfilm is készült.
A második évadról az első hivatalos bejelentés 2015. június 16-án született, amikor is az Origo írta meg, hogy az újabb hat rész forgatása 2016-ban kezdődik el. Az újabb évad tényleges felvétele 2016 májusában kezdődött meg, premierje 2017. május 13-án volt.
A harmadik évad forgatása 2017. június 15-én kezdődött meg, ennek részeit 2018 nyarán kezdték bemutatni, 2018. május 26-i premierrel. Ebben az alapvetően Budapesten játszódó évadban jó néhány új karakter bevonásával alakultak újabb párkapcsolatok, esetenként szerelmi három- és többszögek.
Az MTVA és a Megafilm Service közös produkciója, az Egynyári kaland című sorozat negyedik, nyolc epizódból álló, záró szériája 2019. április 27-től szombat esténként 19:30-tól volt látható a Dunán.
A zömmel tizen-huszonéves fiatalokról szóló sorozat első két évada, a címnek megfelelően nyári vakációs időszakokban játszódott, leginkább a Balaton környékén, a harmadik évad már nagyrészt a fővárosban játszódott. Az első évad hat frissen érettségizett fiatal – három fiú és három lány – kalandjait kísérte nyomon, a második évadra a korábbi állandó szereplők egy részét újabbak váltották fel, a harmadik évadban pedig már csak ketten maradtak meg az első évad állandó szereplői közül, és még több lett az újonnan felbukkanó szereplő.

## Történet

### 1. évad
Két pesti fiú és három ugyancsak fővárosi lány érkezik – egymástól részben függetlenül – Balatonfüredre, hogy az érettségi utáni nyarat ott töltsék, részben nyári munkával, részben pihenéssel. Mind az öten egy helyi panzióban kapnak szállást, amit a tulajdonos házaspár távollétében az ugyancsak érettségi után álló fiuk vezet. A következő hetekben a fiatalok különféle érdekes és izgalmas bonyodalmakba keverednek, illetve szerelmi szálak szövődnek közöttük.

### 2. évad
Az előző évadban megismert szereplők száma kettővel csökkent; az ő helyüket egy testvérpár vette át, tehát a három lány, három fiú felállás megmaradt. Ezen a nyáron nem csak a szereplők, de a helyszínek sem a jól megszokottak voltak. Az étterem, ahol Bence és Zsófi egymásra talált, bezárt, így új munkahelyet kellett keresniük, ami a párkapcsolatukat is megnehezítette. Egészen a szakításig jutnak, majd amikor Bence megkéri Zsófi kezét, Zsófi reakciója kissé meglepő. Dórinak nincs szerencséje a pasik terén, mivel egyikük sem az őszinteségéről híres, de aztán végül mégiscsak párra lel. Gábornak alakulóban van a kapcsolata egy német lánnyal, de végül csalódnia kell.

### 3. évad
Újabb nyár veszi kezdetét, amikor azonban a korábban megismert hőseinknek már nem igazán jut idejük a nyaralásra, mivel munkába álltak, vagy legalábbis olyasmivel próbálkoznak, változó sikerrel. A balatoni közegben játszódó előbbi epizódok főbb szereplői közül már csak néhánynak követhetjük a további sorsát ebben az évadban, ellenben jó pár újabb főszereplővel és karakteres mellékszereplővel gazdagszik a sorozat. Zsófi egy jól menő építészirodában kap gyakornoki munkát, rajta keresztül betekintést kapunk az irodában dolgozók – bizarr részleteket sem nélkülöző – életébe is, Bence pedig egyre előrébb jut a vendéglátóipar „szamárlétráján”, bár mindkettejük élete kisebb-nagyobb csalódásokkal és próbatételekkel van kikövezve. A bonyodalmakat ebben az évadban – az építésziroda környékén felbukkanó sajátságos figurák mellett – főleg az előző sorozatban megismert Levente és Luca, illetve a rajtuk keresztül képbe kerülő fura alakok komplikálják.

### 4. évad
A történet ismét a balaton mellett kezdődik egy táborban, ahova megszokott nyári nyaralásukra érkezik a társaság. Állandó szereplőként feltűnik ismét Zsófi és Bence viszont nem együtt. Zsófi új barátjával Kornéllal van jelen, aki teljesen más kaliber az eddigiekhez képest. Luca továbbra is vágyódik Ákos után de ő nincs jelen, ahogyan Levi új barátnője Enikő sem. Luca szeretné beindítani zenei karrierjét Ákossal de ez nem sikerül. Megérkezik Gábor és felesége Boglárka

## Szereplők

### Állandó szereplők
| Színész           | Szerep          | Évad    | Évad    | Évad    | Évad    |
| Színész           | Szerep          | 1.      | 2.      | 3.      | 4.      |
| ----------------- | --------------- | ------- | ------- | ------- | ------- |
| Vecsei H. Miklós  | Péter           | Állandó | Vendég  |         |         |
| Rubóczki Márkó    | Szabó Bence     | Állandó | Állandó | Állandó | Állandó |
| Héricz Patrik     | Gábor           | Állandó | Állandó | Vendég  | Vendég  |
| Schmidt Sára      | Váradi Zsófi    | Állandó | Állandó | Állandó | Állandó |
| Dobos Evelin      | Dóra            | Állandó | Állandó |         |         |
| Döbrösi Laura     | Fanni           | Állandó |         |         |         |
| Király Dániel     | Horváth Levente |         | Állandó | Állandó | Állandó |
| Walters Lili      | Horváth Luca    |         | Állandó | Állandó | Állandó |
| Piti Emőke        | Fodor Enikő     |         |         | Állandó | Állandó |
| Fehér Balázs Benő | Kádár Ákos      |         |         | Állandó | Állandó |
| Szalay Bence      | Harmat Dávid    |         |         | Állandó |         |

### Mellékszereplők
| Színész                                         | Szerep            | Leírás                                   | Évad |
| ----------------------------------------------- | ----------------- | ---------------------------------------- | ---- |
| Szerednyey Béla                                 | Barnabás          | panziótulajdonos, Gábor apja, Anna férje | 1–4  |
| Söptei Andrea                                   | Anna              | Barnabás felesége, Gábor anyja           | 1–3  |
| Tóth Loon                                       | Lajos             | lángossütő                               | 1–2  |
| Hirtling István (1. évad) Mertz Tibor (2. évad) | Karsai            | szállodaigazgató                         | 1–2  |
| Mátyássy Bence                                  | Máté              | Karsai fia                               | 1    |
| Pribelszki Norbert                              | Balázs            | Vízibicikli-kölcsönzős, Zsófia pasija    | 1    |
| Bánovits Vivianne                               | Eszter            | Levi volt barátnője                      | 2–3  |
| Ember Márk                                      | Misi              | úszómester                               | 2, 4 |
| Gyabronka József                                | dr. Horváth Árpád | orvos, Levi és Luca apja                 | 2    |
| Dobó Kata                                       | Veronika          | Árpád barátnője.                         | 2    |
| Tóth Eszter                                     | Zoé               | pincér, szerelmes Bencébe.               | 2    |
| Bánki Gergely                                   | Gosztonyi Gergő   | A szálloda konyhafönőke                  | 2    |
| Bányai Miklós                                   | Bálint            | Dórába szerelmes                         | 2    |
| Mihályfi Balázs                                 | Váradi Gyula      | Zsófia édesapja                          | 3–4  |
| Bajor Lili                                      | Boglárka          | Gábor felesége                           | 3–4  |
| Waskovics Andrea                                | Kökény            | Boglárka barátnője                       | 3–4  |
| Lestyán Attila                                  | Misu              | Kissé együgyű                            | 3–4  |
| Kiss Diána Magdolna                             | Laura             | Bence barátnője                          | 3    |
| Pelsőczy Réka                                   | Karolin           | Sztár építész                            | 3    |
| Mészáros Máté                                   | Márió             | Zsófia főnöke                            | 3    |
| Járai Máté                                      | Norbert           | projektmenedzser                         | 3    |
| Fehér Dániel                                    | Kornél            | orvos, Zsófia pasija                     | 4    |
| László Lili                                     | Noémi             | Ákos barátja                             | 4    |
| Bercsényi Péter                                 | Zoltán            | művész                                   | 4    |
| Szőcs Artur                                     | Donát             | művész                                   | 4    |
| Nyári Szilvia                                   | Szilvia           | Ákos anyja                               | 4    |

### További szereplők
- Ágoston Péter – Srác a bárban
- Andrássy Máté – rendőr
- Bajomi Nagy György – taxis
- Baki Dániel – Robi
- Blahó Gergely – pszichológus
- Borsányi Dániel – Pua vezető
- Borsi-Balogh Máté – műszakis
- Csóka Anita – operaénekes
- Csuja Imre – borász
- Csúz Lívia – recepciós
- Dankó István – Ricsi
- Dávid Dezső – Manci bá
- Dénes Viktor – Alex
- Dióssi Gábor – Egon
- Edvi Henrietta – Orsi
- Egri Márta – Varga Irén
- Farkasinszki Simonné – idős néni
- Feczesin Kristóf – srác a bárban
- Fekete Ádám – Robi
- Fekete Réka – lenge öltözetű lány
- Fogarasi Gábor – metálos
- Földesi Ágnes – Niki
- Fullajtár Andrea – Ilona, Gáspár felesége
- Gazsó György – biztonsági őr
- Géczi Zoltán – Juhász
- Georgita Máté Dezső – műszakis
- Gergely Katalin – Annamária
- Gerlits Réka – Xénia
- Gerner Csaba – menedzser
- Gombó Viola Lotti – menyasszony
- Göndör László – Jimmy
- Gyöngyösi Zoltán – Gyuri
- Hannus Zoltán – Miklós
- Hay Anna – masszőr
- Hegedűs Barbara – pszichológus lány
- Hegedüs Miklós – Laci
- Herczeg Tamás – pultos
- Horváth Csenge – Klementina
- Horváth István József – hajszolt úr
- Janklovics Péter – pincér
- Kálloy Molnár Péter – Virágh Ödön
- Kapácsy Miklós – Günter
- Kerekes Vica – Éva
- Királyfalvi Hunor – hangvillás
- Kocsis Mariann – anyakönyvvezető
- Kocsis Pál – Géza
- Koller Krisztián – műszakis
- Kovács Anna – Tünde
- Kránicz Richárd – hasbeszélő
- Kuna Károly – nudista fürdőző
- Kurely László – Srác a bárban
- Laboda Kornél – Éder Kornél
- Lakatos Gabriella – asszisztens
- Lay Alexandru Dávid – junkie
- Lengyel Ferenc – rocker arc
- Linczényi Márk – zsűrielnök
- Linka Péter – Endre
- Lovas Emília – lány
- Major Erik – Karesz
- Márkus Luca – Katica
- Martinkovics Máté – Ottó
- Márton Eszter – ügyintéző
- Máthé Zsolt – orvos
- Mészáros Márton – pincér
- Mikola Gergő – Olivér
- Molnár Levente – munkaközvetítő
- Mucsi Zoltán – Balogh Gáspár, vendéglős
- Nagy Norbert – vendég a lángososnál
- Nagypál Gábor – Jógi
- Nényei Balázs – Benett
- Nyitrai Iván – szatír
- Palcsak Molnár Viktória – népdalénekes
- Rába Roland – Kaltenecker Ferenc
- Roszik Fruzsina – Szamóca
- Sándor Esztella – Cinamon
- Seress Zoltán – Döme
- Simkó Katalin – Juhászné
- Simon Zoltán – takarítósrác
- Sodró Eliza – Katarina
- Szabó Győző – Győző
- Szabó Zoltán – pszichológus fiú
- Szakács Hajnalka – darkos lány
- Szalontay Tünde – műkritikus
- Szorcsik Viktória – Klári
- Szücs László – adóellenőr
- Szűcs László Barna – limuzinsofőr
- Takátsy Péter – pénztáros
- Tamási Zoltán – idegenvezető
- Tasnádi Bence – Krisztián
- Téby Zita – Erika, szállodai szobaasszony
- Tóth András – Simon
- Tóth János Gergely – Döme
- Trokán Nóra – Berni
- Urbanovits Krisztina – Ibolya
- Vadász Krisztina – Bella
- Vas Judit Gigi – Hóvirág
- Végh Zsolt – Attila
- Vilmányi Benett – Krisztián
- Vlasits Barbara – Anett
- Welker Gábor – szétesett
- Wunderlich József – Márkusz
- Zsigmond Emőke – Adrienn
- Zsurzs Kati – Rózsika

## Epizódok
| Évad | Évad | Részek száma | Részek száma | Eredeti sugárzás  | Eredeti sugárzás | Eredeti adó |
| Évad | Évad | Részek száma | Részek száma | Évadbemutató      | Évadzáró         | Eredeti adó |
| ---- | ---- | ------------ | ------------ | ----------------- | ---------------- | ----------- |
|      | 1.   | 6            | 6            | 2015. április 26. | 2015. május 31.  | Duna        |
|      | 2.   | 6            | 6            | 2017. május 13.   | 2017. június 17. | Duna        |
|      | 3.   | 6            | 6            | 2018. május 26.   | 2018. június 30. | Duna        |
|      | 4.   | 8            | 8            | 2019. április 27. | 2019. június 15. | Duna        |

### Első évad (2015)
| Sor. | Év. | Cím          | Rendező      | Író              | Premier           | Nézettség |
| ---- | --- | ------------ | ------------ | ---------------- | ----------------- | --------- |
| 1.   | 1.  | Beköltözés   | Dyga Zsombor | Kovács M. András | 2015. április 26. | 369 ezer  |
| 2.   | 2.  | Klementina   | Dyga Zsombor | Kovács M. András | 2015. május 3.    | 241 ezer  |
| 3.   | 3.  | Generációk   | Dyga Zsombor | Kovács M. András | 2015. május 10.   | 312 ezer  |
| 4.   | 4.  | Kincskeresők | Dyga Zsombor | Kovács M. András | 2015. május 17.   | 159 ezer  |
| 5.   | 5.  | Összezárva   | Dyga Zsombor | Kovács M. András | 2015. május 24.   | 237 ezer  |
| 6.   | 6.  | A nagy meccs | Dyga Zsombor | Kovács M. András | 2015. május 31.   | 222 ezer  |

### Második évad (2017)
| Sor. | Év. | Cím                            | Rendező                     | Író             | Premier          | Nézettség |
| ---- | --- | ------------------------------ | --------------------------- | --------------- | ---------------- | --------- |
| 7.   | 1.  | Nem ez volt megbeszélve        | Zomborácz Virág, Akar Péter | Zomborácz Virág | 2017. május 13.  | 241 ezer  |
| 8.   | 2.  | A világ legrövidebb kapcsolata | Zomborácz Virág, Akar Péter | Zomborácz Virág | 2017. május 20.  | 195 ezer  |
| 9.   | 3.  | Nem is tudod, hogyan fáj       | Zomborácz Virág, Akar Péter | Zomborácz Virág | 2017. május 27.  | 231 ezer  |
| 10.  | 4.  | Bálkirálynők                   | Zomborácz Virág, Akar Péter | Zomborácz Virág | 2017. június 3.  | 130 ezer  |
| 11.  | 5.  | Hőségriadó                     | Zomborácz Virág, Akar Péter | Zomborácz Virág | 2017. június 10. | 160 ezer  |
| 12.  | 6.  | A lehetőségek földje           | Zomborácz Virág, Akar Péter | Zomborácz Virág | 2017. június 17. | 157 ezer  |

### Harmadik évad (2018)
| Sor. | Év. | Cím                                | Rendező                     | Író                              | Premier          | Nézettség |
| ---- | --- | ---------------------------------- | --------------------------- | -------------------------------- | ---------------- | --------- |
| 13.  | 1.  | Nyúlszezon                         | Zomborácz Virág, Akar Péter | Zomborácz Virág                  | 2018. május 26.  | 136 ezer  |
| 14.  | 2.  | Ami tilos                          | Zomborácz Virág, Akar Péter | Zomborácz Virág, Bárány Márton   | 2018. június 2.  | 112 ezer  |
| 15.  | 3.  | Kis utazás                         | Zomborácz Virág, Akar Péter | Zomborácz Virág és Szabó Borbála | 2018. június 9.  | 108 ezer  |
| 16.  | 4.  | Oroszlánkölykök és cseresznyevirág | Zomborácz Virág, Akar Péter | Zomborácz Virág, Bárány Márton   | 2018. június 16. | 85 ezer   |
| 17.  | 5.  | Apró kis hazugságok                | Zomborácz Virág, Akar Péter | Zomborácz Virág, Szabó Borbála   | 2018. június 23. | 107 ezer  |
| 18.  | 6.  | Én még soha                        | Zomborácz Virág, Akar Péter | Zomborácz Virág                  | 2018. június 30. | 118 ezer  |

### Negyedik évad (2019)
| Sor. | Év. | Cím                  | Rendező                       | Író                               | Premier           | Nézettség |
| ---- | --- | -------------------- | ----------------------------- | --------------------------------- | ----------------- | --------- |
| 19.  | 1.  | Szent Iván éjszakája | Zomborácz Virág és Akar Péter | Bárány Márton és Zomborácz Virág  | 2019. április 27. | 123 ezer  |
| 20.  | 2.  | Nehéz nap            | Zomborácz Virág és Akar Péter | Znajkay Zsófia és Zomborácz Virág | 2019. május 4.    | 118 ezer  |
| 21.  | 3.  | Strandszezon         | Zomborácz Virág és Akar Péter | Akar Péter és Zomborácz Virág     | 2019. május 11.   | 89 ezer   |
| 22.  | 4.  | Érett döntések       | Zomborácz Virág és Akar Péter | Zomborácz Virág                   | 2019. május 18.   | 74 ezer   |
| 23.  | 5.  | Évforduló            | Zomborácz Virág és Akar Péter | Bárány Márton és Zomborácz Virág  | 2019. május 25.   | 93 ezer   |
| 24.  | 6.  | Vissza a városba     | Zomborácz Virág és Akar Péter | Znajkay Zsófia és Zomborácz Virág | 2019. június 1.   | 79 ezer   |
| 25.  | 7.  | Anyák és apák        | Zomborácz Virág               | Zomborácz Virág                   | 2019. június 8.   | 60 ezer   |
| 26.  | 8.  | Elterelés            | Zomborácz Virág és Akar Péter | Zomborácz Virág                   | 2019. június 15.  | 100 ezer  |